# Patrick Wayman
Pour les articles homonymes, voir Wayman.
Patrick Wayman, né le 8 octobre 1927 et mort le 21 décembre 1998, est un astronome anglais et directeur de l'observatoire Dunsink de 1964 à 1992.

## Jeunesse et éducation
Patrick Arthur Wayman est né à Bromley, dans le Kent, en Angleterre, le 8 octobre 1927. Ses parents étaient Mary (née Palmer) et le lieutenant-colonel Lewis John Wayman. Il avait un frère jumeau. De 1937 à 1945, il fréquente la City of London School, puis l'Emmanuel College de Cambridge de 1945 à 1948, obtenant son diplôme en 1948 en mathématiques et en physique. Sa thèse de doctorat de 1953 de l'Université de Cambridge s'intitulait Applications de l'optique asphérique à l'astronomie..

## Carrière
De 1950 à 1952, il travaille à l'observatoire Warner et Swasey (en) à Cleveland et à l'observatoire Yerkes, dans le Wisconsin. En 1952, il retourna à l'observatoire royal de Greenwich (RGO) à Herstmonceux, dans le Sussex, devenant chef du département solaire en 1955. Lui et sa famille ont déménagé en Afrique du Sud alors qu'il travaillait à l'observatoire du Cap et à l'observatoire Radcliffe, à Pretoria. En 1960, il est retourné au RGO au département des méridiens pour devenir chef de ce département des méridiens, puis directeur scientifique principal en 1963. En 1964, il a pris le poste de professeur principal de l'école de physique cosmique de l'Institut d'études avancées de Dublin (DIAS) et est devenu le directeur résident de l'Observatoire Dunsink. Il est resté à ce poste jusqu'en 1992. Il est devenu directeur de l'école de physique cosmique du DIAS en 1967,.
Un collègue, Tao Kiang, a déclaré que Wayman « a changé le visage de l'astronomie en Irlande ». Pendant son séjour à Dunsink, il a agrandi et adapté les installations, en mettant l'accent sur l'informatique et l'électronique. Il a forgé des liens entre Dunsink et des observatoires internationaux tels que l'observatoire Boyden, en Afrique du Sud, avec le télescope Armagh-Dunsink-Harvard (ADH), installé en 1952. En raison de pressions politiques, ce partenariat a pris fin au milieu des années 1970. Wayman a ensuite négocié la participation de l'Irlande à l'observatoire international construit à La Palma, aux îles Canaries. Il s'intéressait aux caméras et à l'instrumentation d'imagerie avancées, ainsi qu'à l'étude théorique du système solaire et de la dynamique galactique. Il était également un défenseur de l'histoire de l'astronomie, ce qui l'a amené à superviser la restauration des volets du dôme en 1985, du télescope Sud en 1987 et de la lunette Grubb de 12 pouces en 1988, ainsi que sa publication Dunsink observatory, 1785–1985 – a bicentennial history (1987),.
En 1974, il a aidé à fonder l'Astronomical Science Group of Ireland et a été membre de l'Union astronomique internationale en tant que secrétaire général de 1979 à 1982, ce qui a conduit au retour des astronomes chinois dans l'Union pour la première fois en 20 ans. Il a supervisé la mise en place d'un secrétariat permanent de l'Union à Paris. À partir de 1966, il a été membre de l'Académie royale d'Irlande, siégeant au conseil de 1975 à 1978, président des comités d'astronomie et d'histoire et philosophie des sciences et vice-président de 1978 à 1979. À partir de 1982, il a été associé de la Royal Astronomical Society et professeur honoraire Andrews au Trinity College de Dublin en 1984. En 1993, l'Université nationale d'Irlande lui a décerné un doctorat honorifique en sciences.

## Vie privée
Le 19 juin 1954, Wayman épousa Mavis McIntyre Smith Gibson. Elle travaillait au Nautical Almanac Office, RGO. Le couple a eu deux filles, Sheila et Karen, et un fils, Russell.
Après sa retraite en 1992, il a déménagé dans la ville de Wicklow. En 1997, Wayman est devenu le premier président du Comité national des plaques commémoratives en science et technologie. Il a continué son association avec Dunsink et, au moment de sa mort, avait presque terminé une biographie de Thomas et Howard Grubb. Il meurt à Dublin le 21 décembre 1998.